# فورد وادت
فورد وادت (Ford Vedette) خودرویی است که در سال‌های ۱۹۴۸ تا ۱۹۵۴تولید شده‌است.
این خودرو در کلاس خودرو سایز بزرگ قرار گرفته، طراحی آن خودروهای موتور جلو-محور عقب بوده طول آن در حالت طبیعی ۴٬۵۰۰ میلیمتر (۱۸۰ اینچ) و عرض آن در حالت طبیعی ۱٬۷۲۰ میلیمتر (۶۸ اینچ) و ارتفاع آن در حالت طبیعی ۱٬۵۷۰ میلیمتر (۶۲ اینچ) است. سیستم جعبه‌دندهٔ آن ۳ دنده به صورت دستی است.